# Eierlijst

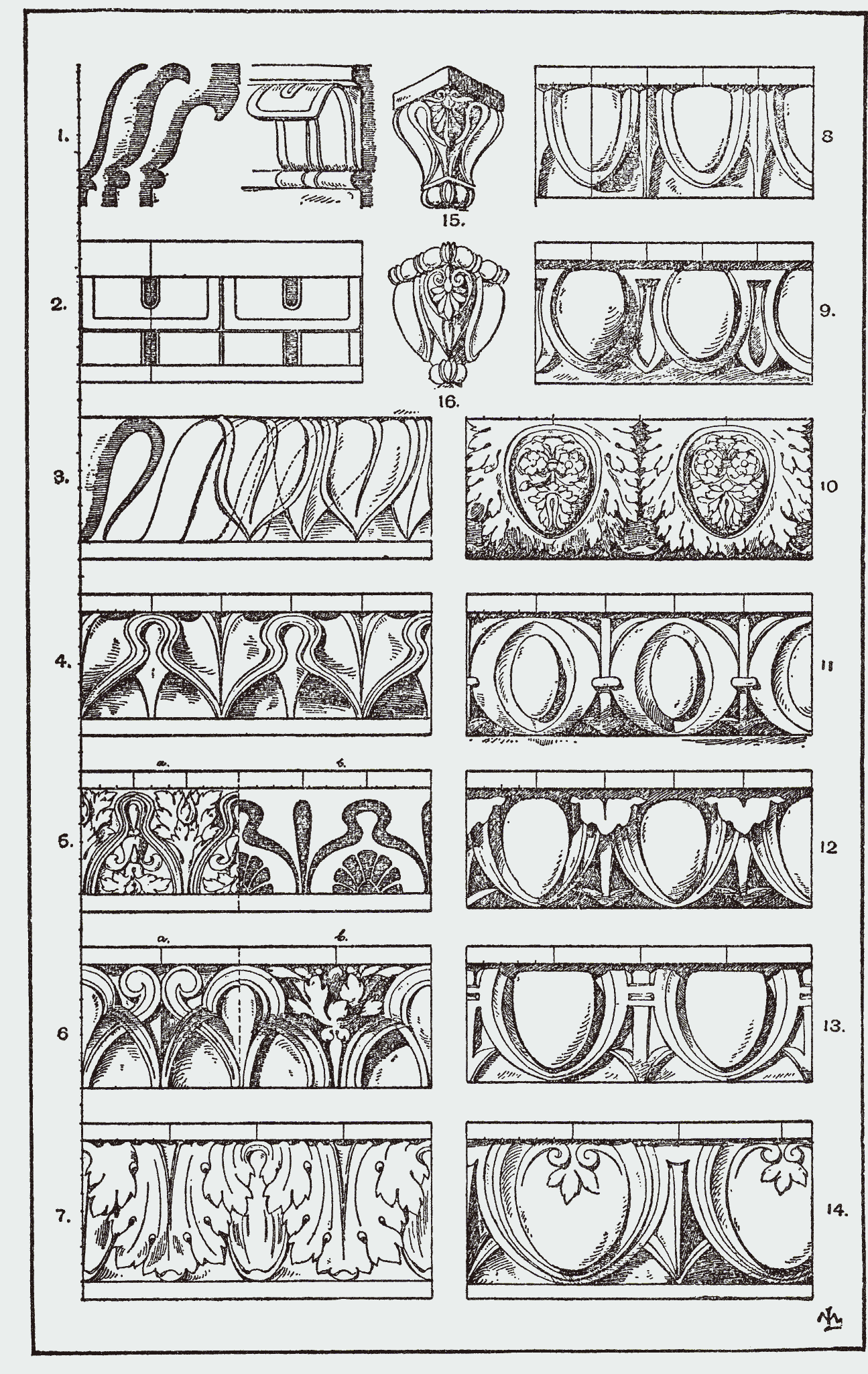
Ei-en-pijlmotief uit het boek A Handbook of Ornament van Franz Sales Meyer.

Een eierlijst is een ornamentmotief vaak gebeeldhouwd en uitgehouwen in hout, steen, pleisterwerk bestaande uit een ei-vormig object afgewisseld met een element in de vorm van een pijl of anker. Eierlijst-versieringen in lijstwerk van het Ionische kapiteel is aangetroffen in Oud-Griekse architectuur van het Erechtheion.
Dit motief is gemeengoed in de klassieke architectuur van Europa vanaf de renaissance.

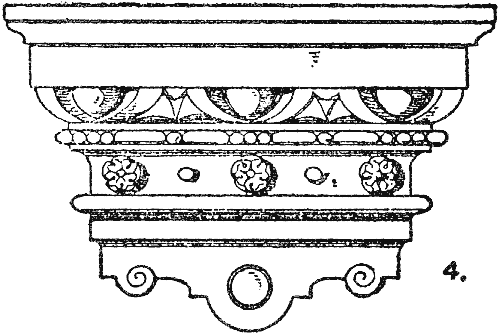
Eierlijst versiering op een kapiteel.